# Eustacio Chamorro
Eustacio Chamorro war ein paraguayischer Fußballspieler, der als Abwehrspieler aktiv war. Er gehörte zum Aufgebot der paraguayischen Nationalmannschaft bei der Fußball-Weltmeisterschaft 1930 in Uruguay.

## Karriere

### Verein
Chamorro spielte auf Vereinsebene für Presidente Hayes aus Asunción. Über seine weiteren Stationen oder Erfolge auf Vereinsebene liegen keine detaillierten Informationen vor.

### Nationalmannschaft
Chamorro wurde 1930 in den Kader Paraguays für die erste Fußball-Weltmeisterschaft in Uruguay berufen, bei der er jedoch in den beiden Gruppenspielen ohne Einsatz blieb. Paraguay schied in der Vorrunde aus.